# 伊胡塔林场
伊胡塔林场是中国内蒙古自治区通辽市科尔沁左翼后旗下辖的一个类似乡级单位。伊胡塔即“伊和塔拉”谐音，蒙古语意为“大草甸子”。

## 行政区划
伊胡塔林场共辖以下地区：
虚拟生活区。